# Thomas Schroll
Thomas Schroll   (Hall in Tirol, 26 de novembre de 1965) és un pilot de bob austríac, ja retirat, que va competir durant les dècades de 1980 i 1990.
El 1992 va prendre part en els Jocs Olímpics d'Hivern d'Albertville, on va disputar les dues proves del programa de bob. Guanyà la medalla d'or en la prova de bobs a quatre, fent equip amb Ingo Appelt, Harald Winkler i Gerhard Haidacher, mentre en la de bobs a dos fou quart. Dos anys més tard, als Jocs de Lillehammer, fou cinquè en la bobs a dos.
En el seu palmarès també destaca una medalla de plata al Campionat del món de bob.